# Aiguille Noire de Peuterey
Pour les articles homonymes, voir Aiguille de Peuterey et Aiguille Noire.
Ne doit pas être confondu avec Mont Noir de Peuterey.
L'aiguille Noire de Peuterey est un sommet de la partie italienne du massif du Mont-Blanc. Elle culmine à 3 773 mètres d'altitude.

## Alpinisme

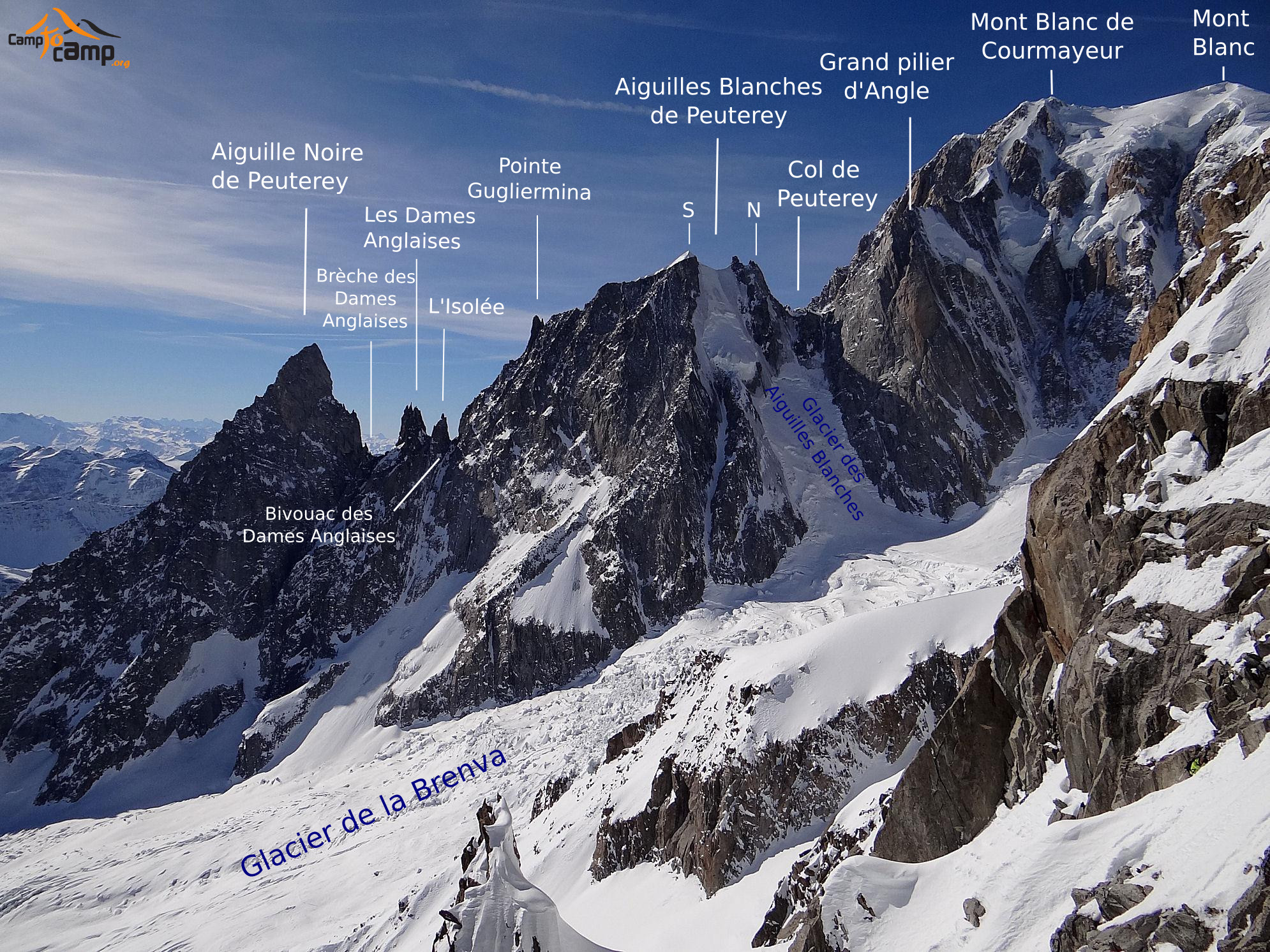
L'arête de Peuterey avec l'indication des sommets principaux.

### Histoire
- 1877 - Première ascension par Lord Wentworth avec J.B. Bich et Émile Rey, par le versant sud-est
- 1902 - Ouverture de la voie normale de l'arête est par Ettore Allegra, Louis Mussillon et Henri Brocherel
- 1930 - Arête sud par Karl Brendel et Hermann Schaller
- 1935 - Face ouest par Gabriele Boccalatte et Nini Pietrasanta

### Voies

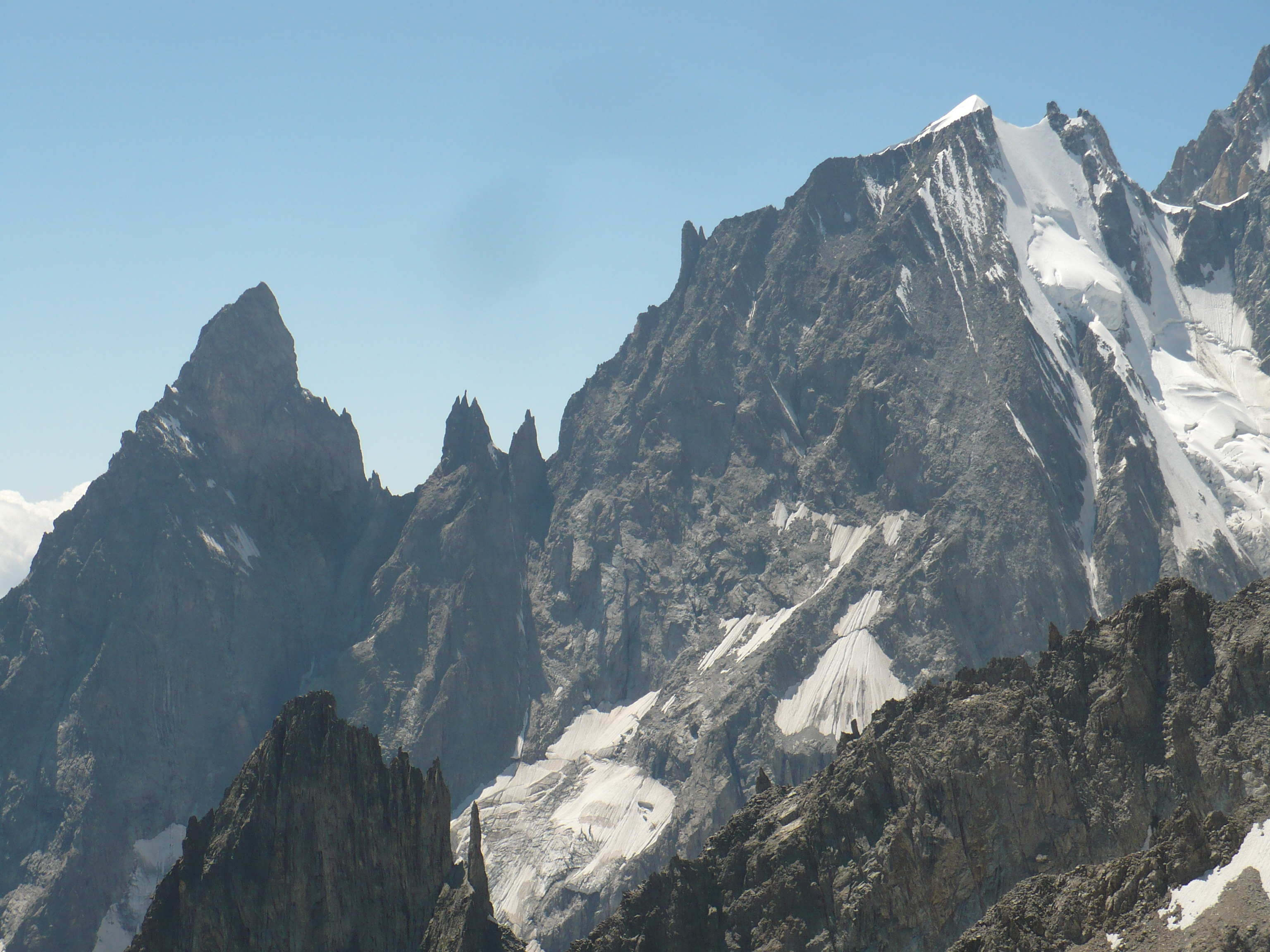
L'arête de Peuterey : de gauche à droite, l'aiguille Noire de Peuterey, les Dames Anglaises (où se trouve le bivouac Craveri), l'Isolée, la pointe Guliermina et l'aiguille Blanche de Peuterey.

La voie la plus connue est l'arête Sud (TD), qui est une des grandes escalades rocheuses classiques du massif. La descente s'effectue en général par la voie normale de l'arête Est. Elle constitue aussi la première partie de l’arête intégrale de Peuterey, qui monte au sommet du mont Blanc en passant par l'aiguille Blanche de Peuterey et le Grand Pilier d'Angle, et qui se fait habituellement en deux jours, avec une nuit au bivouac Craveri, à la brèche Nord des Dames Anglaises.